# Luísa Tomás
Luísa Macuto Tomas (Benguela, 24 marzo 1983) è un'ex cestista angolana.

## Carriera
Con l'Angola ha vinto l'oro ai FIBA AfroBasket Women 2011 e il bronzo nel 2009. Ha disputato i Giochi della XXX Olimpiade.